# Stopafstand
De stopafstand is de lengte van de weg die een voertuig aflegt nadat een bestuurder het signaal krijgt om te stoppen. De stopafstand is de som van de reactieweg en de remweg. De reactieweg is de afstand die een voertuig aflegt tussen het moment dat de bestuurder het signaal krijgt om te stoppen en het moment dat daadwerkelijk geremd wordt. De remweg is de afstand die het voertuig aflegd tijdens het remmen.

## Wiskundig model
De lengte van de reactieweg is het product van de beginsnelheid v0 en de reactietijd tr:
{\displaystyle s_{r}=v_{0}t_{r}}
De remweg is afhankelijk van de beginsnelheid en de remvertraging arem en wordt gegeven door:
{\displaystyle s_{rem}={\frac {v_{0}^{2}}{2\,a_{rem}}}}
De stopafstand, zijnde de som van deze twee afstanden, wordt dus gegeven door:
{\displaystyle s_{stop}=v_{0}t_{r}+{\frac {v_{0}^{2}}{2\,a_{rem}}}}

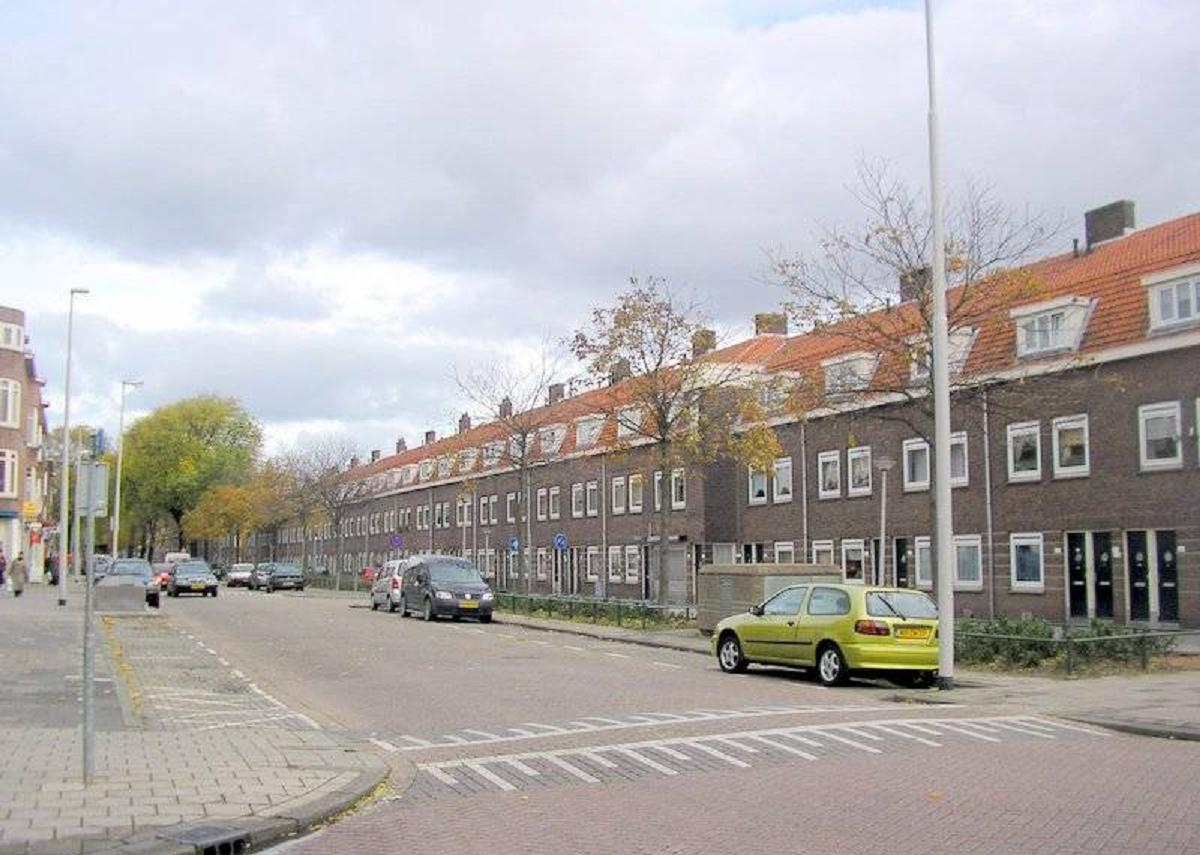
Verkeersdrempel in een woonwijk in Rotterdam.

Bij zeer lage beginsnelheden is de reactieweg veel langer dan de remweg en neemt de stopafstand bij benadering evenredig toe met de beginsnelheid. Bij een hogere beginsnelheid neemt het relatieve aandeel van de remweg in de stopafstand toe. Bij zeer hoge beginsnelheden en korte reactietijden is de reactieweg veel korter dan de remweg en neemt de stopafstand bij benadering evenredig met het kwadraat van de beginsnelheid toe. Bij beginsnelheden die gebruikelijk zijn in het verkeer liggen de lengten van de reactieweg en de remweg meestal in dezelfde orde van grootte.
Voor praktische toepassingen wil men vaak de veilige beginsnelheid berekenen als functie van de stopafstand. De beginsnelheid kan met behulp van de wortelformule uit de formule voor de stopafstand afgeleid worden:
{\displaystyle {\frac {1}{2\,a_{rem}}}\,v_{0}^{2}+t_{r}\,v_{0}-s_{stop}=0}
zodat de beginsnelheid berekend kan worden met:
{\displaystyle v_{0}=a_{rem}\left(-t_{r}+{\sqrt {t_{r}^{2}+2\,{\frac {s_{stop}}{a_{rem}}}}}\right)}
Deze uitdrukking laat zien dat, indien de reactietijd verwaarloosbaar is, de maximale veilige beginsnelheid vmax gelijk is aan:
{\displaystyle v_{max}={\sqrt {2\,a_{rem}\,s_{stop}}}}
Als de reactietijd lang en/of de stopafstand klein is (zodat geldt {\displaystyle \scriptstyle t_{r}\gg {\sqrt {\frac {2\,s_{stop}}{a_{rem}}}}}), dan is vmax klein: alleen een lage beginsnelheid is veilig.

## Snelheid en stopafstand

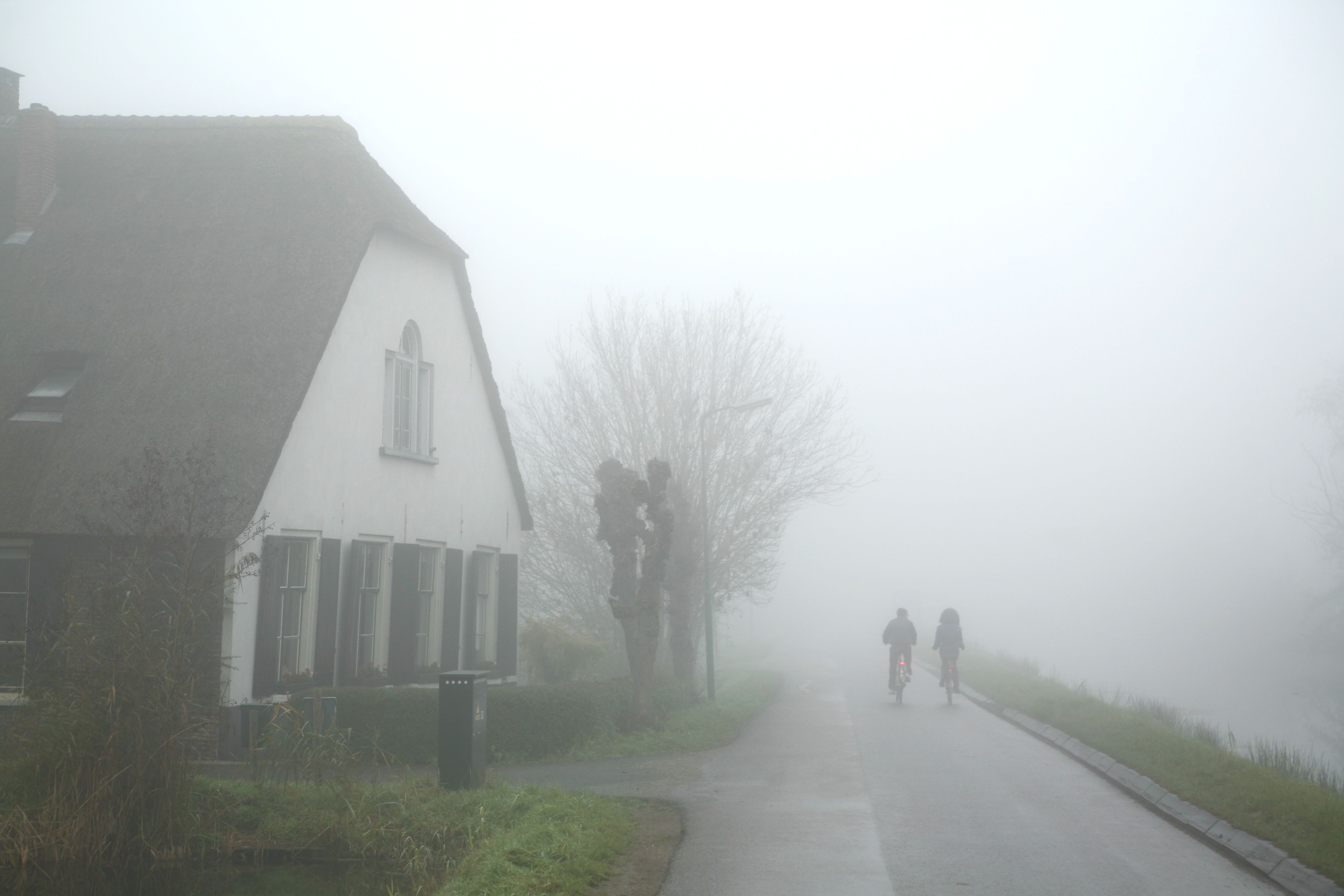
Beperkt zicht, bijvoorbeeld door mist, verkleint de veilige stopafstand.

Voor de verkeersveiligheid is het van belang dat de bestuurder van een motorvoertuig zijn snelheid aanpast aan de omstandigheden om ongelukken te voorkomen. De beginsnelheid van zijn voertuig (v0) bepaalt samen met de remvertraging (arem) en de reactietijd (tr), de stopafstand (sstop). De toegestane maximumsnelheid wordt bepaald door verkeersregels een aangegeven met verkeersborden maar de veilige snelheid ter plaatse kan lager zijn. Door slechte weersomstandigheden, zoals bij slecht zicht of gladheid door neerslag, neemt de maximale veilige beginsnelheid af. Ook op bijvoorbeeld een smalle, onoverzichtelijke weg in een woonwijk kan het zijn dat een bestuurder uit veiligheidsoverwegingen voor een kortere stopafstand en daarom voor een lagere snelheid moet kiezen dan wettelijk toegestaan is.

### Rekenvoorbeeld
- De veilige stopafstand is 45 meter.
- De remvertraging is 6 m/s².
- De reactietijd is 1 seconde.
- De veilige snelheid is {\displaystyle \scriptstyle v_{0}=6\left(-1+{\sqrt {1^{2}+2\,{\frac {45}{6}}}}\right)\,m/s=18\,m/s\approx 65\,km/h}
- De reactieweg heeft een lengte van 18 meter (40% van de stopafstand van 45 meter).
- De remweg heeft een lengte van 27 meter (60% van de stopafstand).

## Ideale omstandigheden

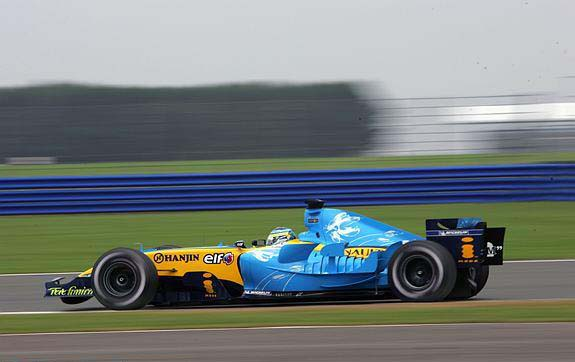
Ideale omstandigheden voor het rijden met een hoge snelheid

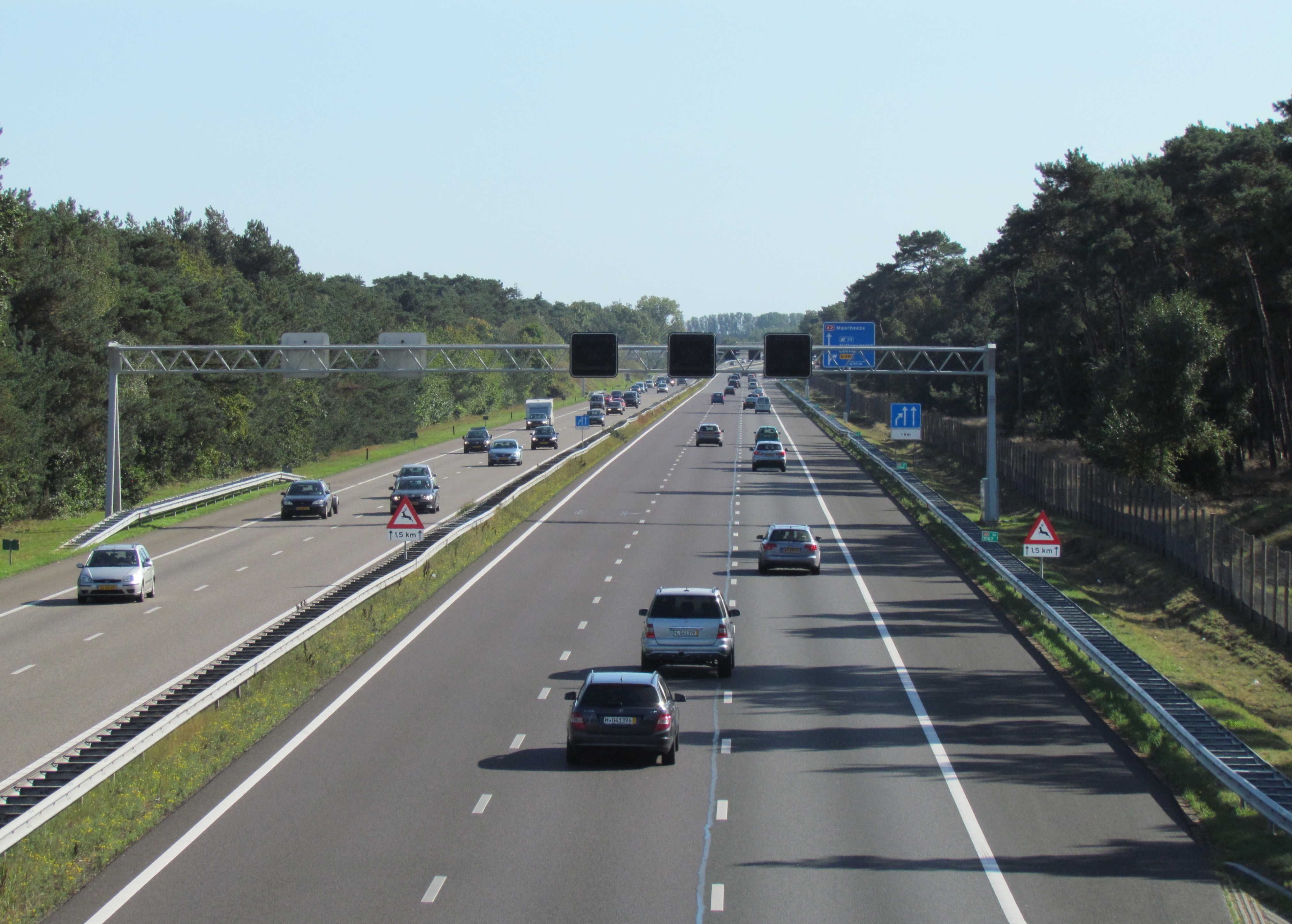
Gunstige weers- en verkeersomstandigheden op de autosnelweg A2 bij Heeze

Maximumsnelheden zijn over het algemeen afgestemd op ideale weers- en verkeersomstandigheden voor ervaren bestuurders van motorvoertuigen. Om een motorvoertuig te mogen besturen moet de bestuurder beschikken over een rijbewijs. Coureurs en andere sporters hebben meestal een reactiesnelheid die ongeveer twee maal zo hoog is als de gemiddelde reactiesnelheid van alerte, geroutineerde bestuurders. De raceauto's en motoren waar zij tijdens wegraces mee rijden zijn ontworpen om zo snel mogelijk te kunnen rijden en om zeer snel en maximaal te kunnen remmen.
In onderstaande tabel zijn de op grond van het bovenstaande model berekende, veilige maximumsnelheden weergegeven voor verschillende stopafstanden en verschillende typen bestuurders en voertuigen.
| Veilige maximumsnelheden (km/h) | Veilige maximumsnelheden (km/h) | Veilige maximumsnelheden (km/h) | Veilige maximumsnelheden (km/h) | Veilige maximumsnelheden (km/h) | Veilige maximumsnelheden (km/h) |
| sstop (meter)                   | vmax                            | Coureur                         | Ervaren bestuurder              | Ervaren bestuurder              | Ervaren bestuurder              |
| sstop (meter)                   | arem = 10 m/s² tr = 0 s         | arem = 10 m/s² tr = 0,3 s       | arem = 8 m/s² tr = 0,7 s        | arem = 7 m/s² tr = 1,0 s        | arem = 5 m/s² tr = 1,3 s        |
| ------------------------------- | ------------------------------- | ------------------------------- | ------------------------------- | ------------------------------- | ------------------------------- |
| 10                              | 51                              | 41                              | 30                              | 24                              | 20                              |
| 15                              | 62                              | 52                              | 39                              | 33                              | 27                              |
| 25                              | 80                              | 70                              | 55                              | 47                              | 38                              |
| 50                              | 114                             | 104                             | 84                              | 73                              | 60                              |
| 75                              | 139                             | 129                             | 106                             | 94                              | 78                              |
| 100                             | 161                             | 151                             | 125                             | 112                             | 93                              |
| 150                             | 197                             | 187                             | 157                             | 142                             | 118                             |
| 200                             | 228                             | 216                             | 184                             | 167                             | 139                             |
| 300                             | 279                             | 268                             | 230                             | 209                             | 175                             |

De achtergrondkleuren in de stopafstandentabel duiden verkeersituaties aan waarin de lengte van de aangegeven stopafstand gewenst is:
- groen voor verkeerssituaties in stedelijk gebied
- blauw voor verkeerssituaties in landelijke gebieden
- geel voor verkeerssituaties op autowegen en autosnelwegen
- rood voor de situatie op racecirquits

Er zijn drie tabellen afgebeeld met verschillende waarden voor remvertragingen en reactietijden om een indruk te geven van de variatie in veilige maximumsnelheden. De tabel laat zien dat de veilige maximumsnelheden redelijk overeenkomen met de in de verschillende omgevingen geldende maximumsnelheden.

## Fietsers

Waarschuwingsbord voor overstekende fietsers.

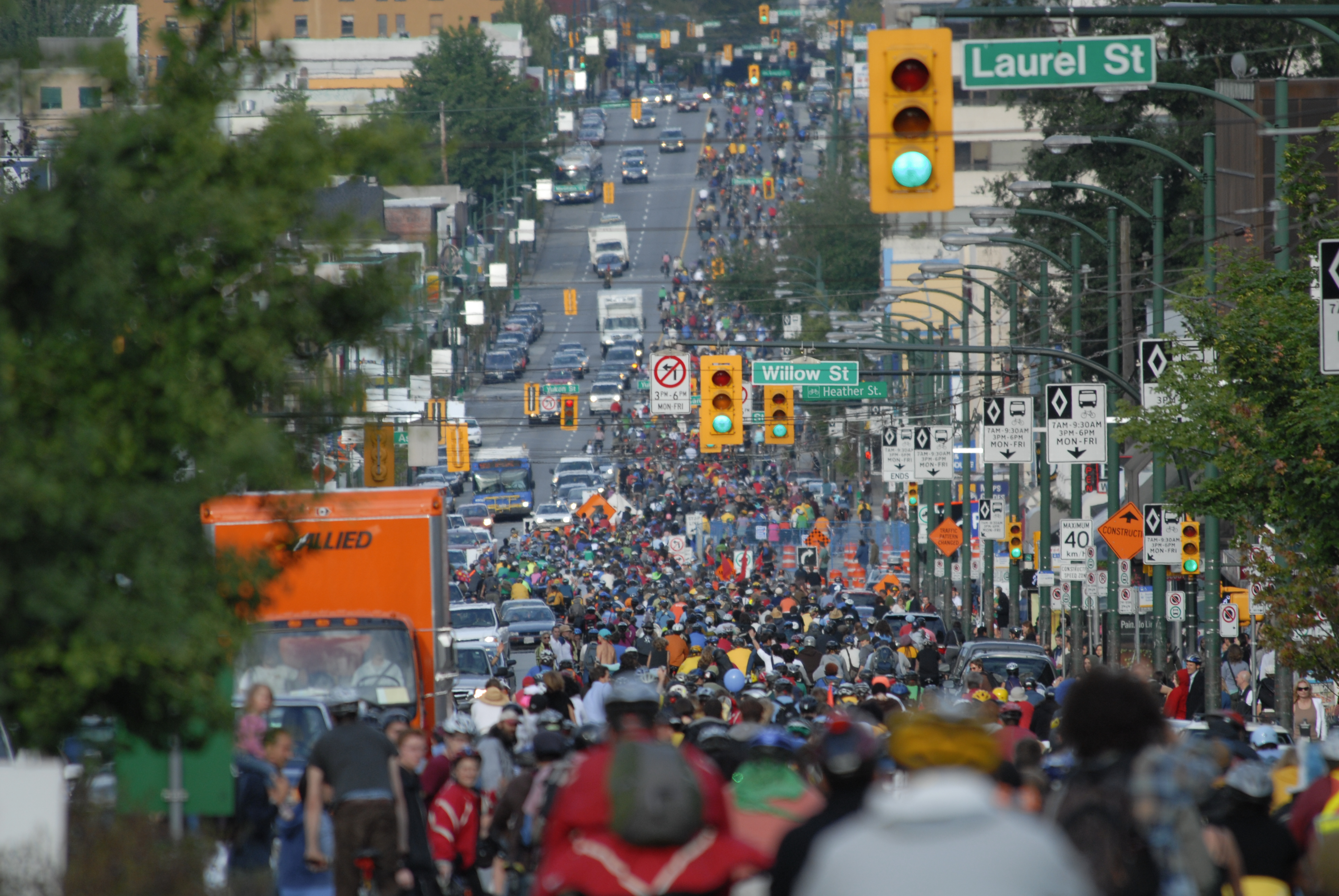
Actie voor betere verkeersvoorzieningen voor fietsers

Veel fietsers bewegen zich voort met snelheden rond de 18 km/h of 5 m/s. De remvertragingen van remmende fietsers liggen in de orde van grootte van 5 m/s². De reactiewegen van fietsers zijn meestal aanzienlijk langer dan hun remweg als ze ergens voor moeten stoppen. Typische stopafstanden van fietsers variëren in lengte van 5 tot 10 meter zoals in onderstaande tabel te zien is.
| Stopafstanden van fietsers (reactietijd tr = 1 s) | Stopafstanden van fietsers (reactietijd tr = 1 s) | Stopafstanden van fietsers (reactietijd tr = 1 s) | Stopafstanden van fietsers (reactietijd tr = 1 s) | Stopafstanden van fietsers (reactietijd tr = 1 s) | Stopafstanden van fietsers (reactietijd tr = 1 s) | Stopafstanden van fietsers (reactietijd tr = 1 s) | Stopafstanden van fietsers (reactietijd tr = 1 s) |
| Snelheid (km/h)                                   | Reactieweg (m)                                    | arem = 3 m/s²                                     | arem = 3 m/s²                                     | arem = 5 m/s²                                     | arem = 5 m/s²                                     | arem = 7 m/s²                                     | arem = 7 m/s²                                     |
| Snelheid (km/h)                                   | Reactieweg (m)                                    | Remweg (m)                                        | Stopafstand (m)                                   | Remweg (m)                                        | Stopafstand (m)                                   | Remweg (m)                                        | Stopafstand (m)                                   |
| ------------------------------------------------- | ------------------------------------------------- | ------------------------------------------------- | ------------------------------------------------- | ------------------------------------------------- | ------------------------------------------------- | ------------------------------------------------- | ------------------------------------------------- |
| 10,0                                              | 2,8                                               | 1,3                                               | 4,1                                               | 0,8                                               | 3,5                                               | 0,6                                               | 3,3                                               |
| 12,0                                              | 3,3                                               | 1,9                                               | 5,2                                               | 1,1                                               | 4,4                                               | 0,8                                               | 4,1                                               |
| 15,0                                              | 4,2                                               | 2,9                                               | 7,1                                               | 1,7                                               | 5,9                                               | 1,2                                               | 5,4                                               |
| 20,0                                              | 5,6                                               | 5,1                                               | 10,7                                              | 3,1                                               | 8,6                                               | 2,2                                               | 7,8                                               |
| 25,0                                              | 6,9                                               | 8,0                                               | 15,0                                              | 4,8                                               | 11,8                                              | 3,4                                               | 10,4                                              |
| 30,0                                              | 8,3                                               | 11,6                                              | 19,9                                              | 6,9                                               | 15,3                                              | 5,0                                               | 13,3                                              |
| 40,0                                              | 11,1                                              | 20,6                                              | 31,7                                              | 12,3                                              | 23,5                                              | 8,8                                               | 19,9                                              |

Motorvoertuigen bewegen binnen de bebouwde kom ongeveer drie keer sneller dan fietsers. Voor ervaren bestuurders is de stopafstand dan ongeveer vijf keer zo groot. Buiten de bebouwde kom zijn de stopafstanden van motorvoetuigen (orde van grootte) tien keer groter dan die van fietsers.

## Reactietijden

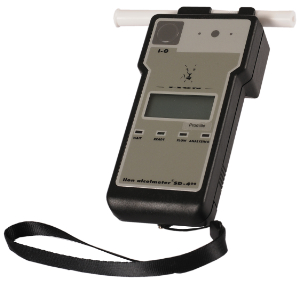
Blaasapparaat voor het afnemen van een alcoholtest.

Te trage reacties veroorzaken ongevallen in het verkeer. Gewoonlijk ligt de reactietijd van bestuurders van motorvoertuigen tussen 0,5 en 1,0 seconde. Door vermoeidheid, het gebruik van alcohol, drugs of medicijnen die het reactievermogen beïnvloeden en door afleiding kan de reactietijd aanzienlijk langer worden. Ontbrekende verlichting op andere voertuigen kan eveneens een oorzaak zijn van een tragere reactie van een bestuurder.
In onderstaande tabel worden stopafstanden voor verschillende reactietijden weergegeven.
| Stopafstanden van motorvoetuigen (remvertraging arem = 6 m/s²) | Stopafstanden van motorvoetuigen (remvertraging arem = 6 m/s²) | Stopafstanden van motorvoetuigen (remvertraging arem = 6 m/s²) | Stopafstanden van motorvoetuigen (remvertraging arem = 6 m/s²) | Stopafstanden van motorvoetuigen (remvertraging arem = 6 m/s²) | Stopafstanden van motorvoetuigen (remvertraging arem = 6 m/s²) | Stopafstanden van motorvoetuigen (remvertraging arem = 6 m/s²) | Stopafstanden van motorvoetuigen (remvertraging arem = 6 m/s²) | Stopafstanden van motorvoetuigen (remvertraging arem = 6 m/s²) | Stopafstanden van motorvoetuigen (remvertraging arem = 6 m/s²) | Stopafstanden van motorvoetuigen (remvertraging arem = 6 m/s²) | Stopafstanden van motorvoetuigen (remvertraging arem = 6 m/s²) |
| snelheid (km/h)                                                | remweg (m)                                                     | tr = 0,7 s                                                     | tr = 0,7 s                                                     | tr = 1 s                                                       | tr = 1 s                                                       | tr = 1,5 s                                                     | tr = 1,5 s                                                     | tr = 2 s                                                       | tr = 2 s                                                       | tr = 3 s                                                       | tr = 3 s                                                       |
| snelheid (km/h)                                                | remweg (m)                                                     | sr (m)                                                         | sstop (m)                                                      | sr (m)                                                         | sstop (m)                                                      | sr (m)                                                         | sstop (m)                                                      | sr (m)                                                         | sstop (m)                                                      | sr (m)                                                         | sstop (m)                                                      |
| -------------------------------------------------------------- | -------------------------------------------------------------- | -------------------------------------------------------------- | -------------------------------------------------------------- | -------------------------------------------------------------- | -------------------------------------------------------------- | -------------------------------------------------------------- | -------------------------------------------------------------- | -------------------------------------------------------------- | -------------------------------------------------------------- | -------------------------------------------------------------- | -------------------------------------------------------------- |
| 30,0                                                           | 5,8                                                            | 5,8                                                            | 11,6                                                           | 8,3                                                            | 14,1                                                           | 12,5                                                           | 18,3                                                           | 16,7                                                           | 22,5                                                           | 25,0                                                           | 30,8                                                           |
| 50,0                                                           | 16,1                                                           | 9,7                                                            | 25,8                                                           | 13,9                                                           | 30,0                                                           | 20,8                                                           | 36,9                                                           | 27,8                                                           | 43,9                                                           | 41,7                                                           | 57,7                                                           |
| 80,0                                                           | 41,2                                                           | 15,6                                                           | 56,7                                                           | 22,2                                                           | 63,4                                                           | 33,3                                                           | 74,5                                                           | 44,4                                                           | 85,6                                                           | 66,7                                                           | 107,8                                                          |
| 100,0                                                          | 64,3                                                           | 19,4                                                           | 83,7                                                           | 27,8                                                           | 92,1                                                           | 41,7                                                           | 106,0                                                          | 55,6                                                           | 119,9                                                          | 83,3                                                           | 147,6                                                          |
| 120,0                                                          | 92,6                                                           | 23,3                                                           | 115,9                                                          | 33,3                                                           | 125,9                                                          | 50,0                                                           | 142,6                                                          | 66,7                                                           | 159,3                                                          | 100,0                                                          | 192,6                                                          |
| 130,0                                                          | 108,7                                                          | 25,3                                                           | 133,9                                                          | 36,1                                                           | 144,8                                                          | 54,2                                                           | 162,8                                                          | 72,2                                                           | 180,9                                                          | 108,3                                                          | 217,0                                                          |

Deze tabel laat duidelijk zien dat bij snelheden van 30 tot 50 km/h de stopafstand al met ongeveer 15 tot 25 meter toeneemt als de bestuurder twee seconden later reageert. Bij snelheden van 100 tot 130 km/h bedraagt die toename ongeveer 50 tot 70 meter. Als een bestuurder tijdens het rijden zijn aandacht op een handeling of op een passagier richt kan de reactietijd gemakkelijk met twee seconden verlengd worden.

## Gladheid

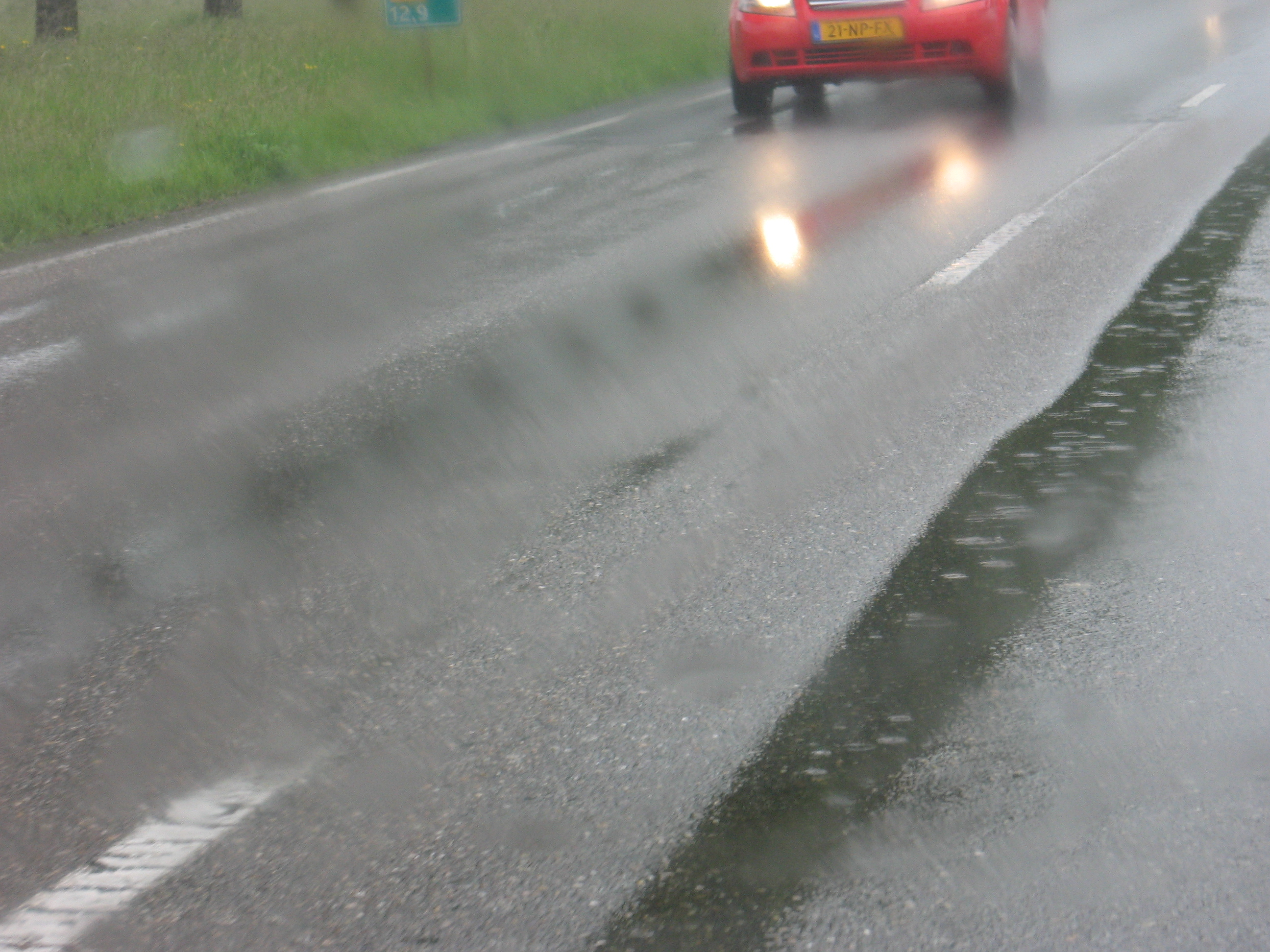
Spoorvorming waardoor tijdens regenachtig weer het risico van aquaplaning ontstaat. Bij aquaplaning neemt de remvertraging af.

Waarschuwingsbord voor slipgevaar.

Onder andere door regen, afgevallen bladeren of modder op de weg kan de maximale remvertraging sterk teruglopen. In de tabel zijn maximale veilige beginsnelheden weergegeven voor een reeks afnemende remvertragingen.
| Veilige maximumsnelheid (km/h) tr = 1 s | Veilige maximumsnelheid (km/h) tr = 1 s | Veilige maximumsnelheid (km/h) tr = 1 s | Veilige maximumsnelheid (km/h) tr = 1 s | Veilige maximumsnelheid (km/h) tr = 1 s | Veilige maximumsnelheid (km/h) tr = 1 s | Veilige maximumsnelheid (km/h) tr = 1 s | Veilige maximumsnelheid (km/h) tr = 1 s |
| sstop (meter)                           | arem                                    | arem                                    | arem                                    | arem                                    | arem                                    | arem                                    | arem                                    |
| sstop (meter)                           | 10 m/s²                                 | 7 m/s²                                  | 5 m/s²                                  | 3 m/s²                                  | 1 m/s²                                  | 0,5 m/s²                                | 0,3 m/s²                                |
| --------------------------------------- | --------------------------------------- | --------------------------------------- | --------------------------------------- | --------------------------------------- | --------------------------------------- | --------------------------------------- | --------------------------------------- |
| 10,0                                    | 26,4                                    | 24,3                                    | 22,2                                    | 19,1                                    | 12,9                                    | 9,7                                     | 7,8                                     |
| 15,0                                    | 36,0                                    | 32,7                                    | 29,6                                    | 25,0                                    | 16,4                                    | 12,3                                    | 9,8                                     |
| 25,0                                    | 52,2                                    | 46,7                                    | 41,7                                    | 34,6                                    | 22,1                                    | 16,3                                    | 12,9                                    |
| 40,0                                    | 72,0                                    | 63,6                                    | 56,2                                    | 46,0                                    | 28,8                                    | 21,0                                    | 16,6                                    |
| 60,0                                    | 93,8                                    | 82,1                                    | 72,0                                    | 58,4                                    | 36,0                                    | 26,1                                    | 20,5                                    |
| 100,0                                   | 129,0                                   | 111,8                                   | 97,3                                    | 78,0                                    | 47,4                                    | 34,2                                    | 26,8                                    |

Deze tabel laat zien dat het bij maximale remvertragingen kleiner dan 3 m/s² moeilijk is om met snelheden die boven 10 tot 20 km/h liggen, binnen een afstand van 10 à 25 meter tot stilstand te komen.

## Hellingen

Waarschuwingsbord voor een helling met een dalingspercentage van 10%.

Als men een helling afrijdt, is de remweg meestal veel langer dan op een vlak terrein. Op een helling wordt de lengte van de remweg sterk bepaald door de hellingshoek (α). De maximale hellingshoek waaronder het voertuig nog net niet vanzelf van de helling naar beneden glijdt, de zogenaamde kritische hellingshoek, is afhankelijk van de waarde van de wrijvingscoëfficiënt (μ). De waarde van de wrijvingscoëfficiënt ligt voor gladde op- en afritten meestal onder de 0,3. De kritische hellingshoek (α = arctan μ) ligt dan ruim onder de 20°.
Op waarschuwingsborden, zoals rechts afgebeeld, wordt de helling opgegeven als een percentage: tien meter daling per 100 meter levert een dalingspercentage van 10% op. 10 procent (oftewel 0,1) is ook gelijk aan de tangens van de dalingshoek. De dalingshoek is in dat geval dus atan(0,1) oftewel ongeveer 5,7°.